# Jean Louis Rakotovao
Jean Louis Rakotovao (ou Hanitrala Jean Louis Rakotovao) est un professeur de médecine et homme politique malgache.
Médecin spécialiste de chirurgie thoracique, il est l'auteur d'une soixantaine de publications.
Il est nommé Ministre de la Santé publique le 21 août 2020 en remplacement d'Ahmad Ahmad, limogé pour avoir demandé de l'aide internationale pour du matériel médical dans le cadre de la pandémie de Covid-19 à Madagascar sans l'accord du président Andry Rajoelina.
Alors que la campagne de vaccination contre la Covid-19 à Madagascar débute le 10 mai 2021, Jean Louis Rakotovao est le premier à recevoir le vaccin, tout en continuant à défendre le CVO (boisson à base d'Artemisia), qu'il affirme continuer à prendre tous les jours.